# Haus Sommer (Berlin, Dorotheenstraße)

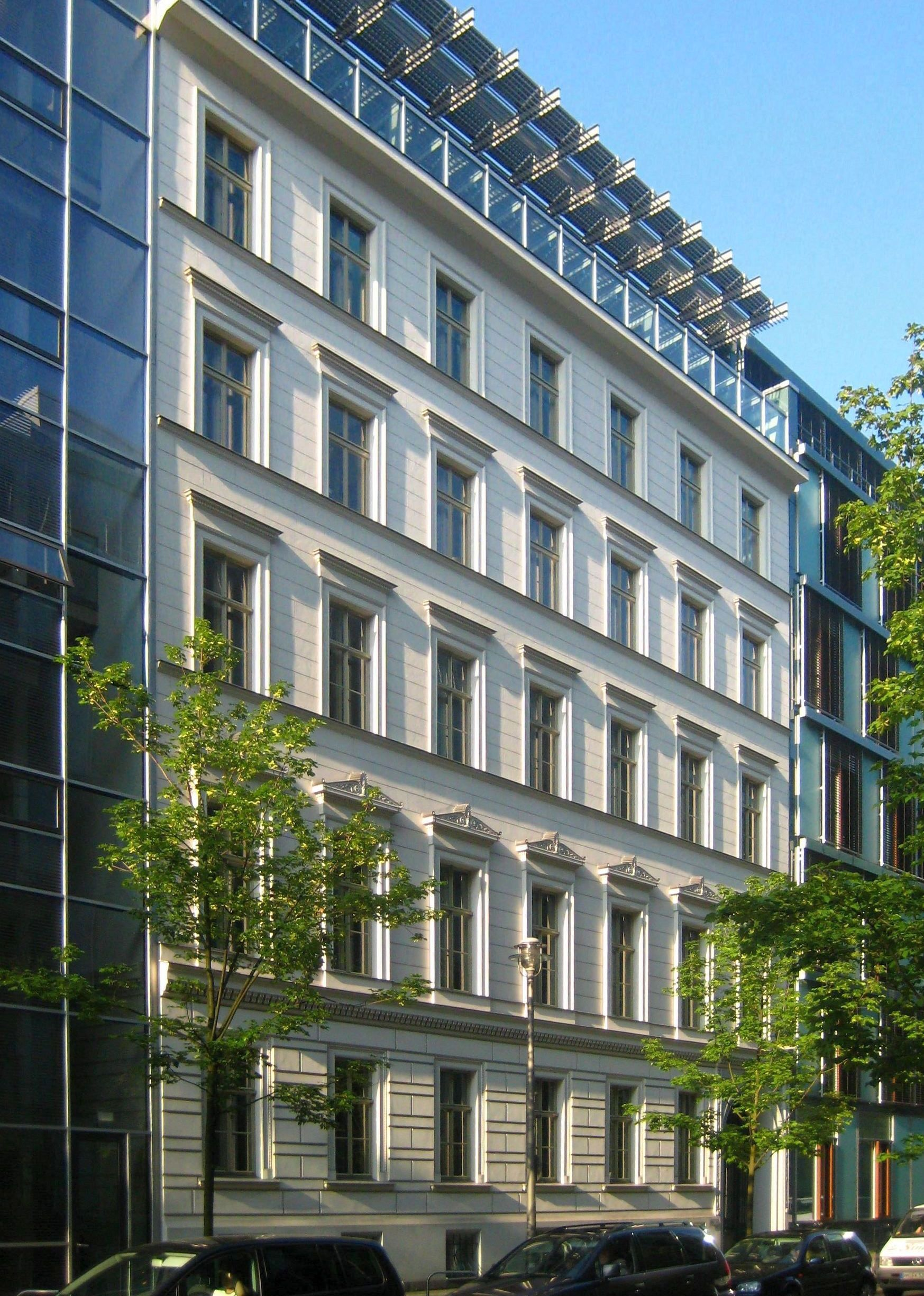
Haus Sommer – Dorotheenstraße in Berlin-Mitte

Das Haus Sommer befindet sich im Berliner Ortsteil Mitte in der Dorotheenstraße 99 und ist in das Jakob-Kaiser-Haus des Deutschen Bundestages integriert. Es steht unter Denkmalschutz.

## Geschichte
Im Zuge der westlichen Verlängerung der Dorotheenstraße waren die Grundstücke auf der Nordseite des Pariser Platzes neu parzelliert worden. Der Zimmermeister Franz Ludwig Sommer, einziger Sohn des Stadtrates Carl August Sommer, ließ von dem Architekten Friedrich Adler zwischen 1854 und 1857 drei Häuser errichten, darunter das Haus Dorotheenstraße 54 (später Nr. 44, Clara-Zetkin-Straße 105, Dorotheenstraße 99), das als einziges den Zweiten Weltkrieg überstanden hat und als Haus Sommer bezeichnet wird. Das Haus hatte wechselnde Besitzer, wurde um 1890 umgebaut und 1910 von der Deutschen Hypothekenbank AG erworben, die es von Paul Schroeder erneut umbauen ließ. 1950 folgte ein weiterer Umbau und 1997–2000 eine umfassende Restaurierung und Aufstockung. Das Gebäude wurde dabei in die Neubauten des Jakob-Kaiser-Hauses einbezogen.